# Lucien Koch
Lucien Koch (Wildhaus, 2 gennaio 1996) è un ex snowboarder svizzero.

## Palmarès

### Mondiali juniores
- 2 medaglie:
  - 1 argento (slopestyle a Erzurum 2013)
  - 1 bronzo (halfpipe a Erzurum 2013)

### Coppa del Mondo
- Miglior piazzamento nella Coppa del Mondo generale di freestyle: 11º nel 2015
- Miglior piazzamento nella Coppa del Mondo di halfpipe: 28º nel 2011
- Miglior piazzamento nella Coppa del Mondo di slopestyle: 3º nel 2015
- Miglior piazzamento nella Coppa del Mondo di big air: 41º nel 2015
- 1 podio:
  - 1 vittoria

#### Coppa del Mondo - vittorie
| Data          | Località        | Paese     | Specialità |
| ------------- | --------------- | --------- | ---------- |
| 14 marzo 2015 | Špindlerův Mlýn | Rep. Ceca | SBS        |

Legenda:

SBS = Slopestyle